# Australiens monarki
Australiens monarki är det nuvarande australiensiska statsstyret där en monark ärvt ämbetet som statsöverhuvud över Australien. Systemet är en konstitutionell monarki av Westminster-modellen med vissa egenskaper som är unika från Australiens författning. De som förespråkar det nuvarande systemet med monarki betecknar ibland Australien som en krönt republik (Crowned Republic).
Den nuvarande monarken är Charles III, med den officiella titeln Kung av Australien, som har regerat sedan 9 september 2022. Han representeras för ceremoniella syften i Australien av generalguvernören, i enlighet med författningen och så kallade patentbrev från kungen. I var och en av de australiska staterna representeras monarken av en guvernör, som utses av kungen i samråd med respektive stat.
Den australiska monarken är förutom regent över Australien också separat monark över 14 andra länder i Samväldet. Detta utvecklades från de formella koloniala förhållandena för dessa länder till Storbritannien, men de är nu självständiga och monarkin för var och en är juridiskt strikt skilda.